# 스페인아이벡스
스페인아이벡스(Capra pyrenaica)또는이베리아아이벡스는 소과 염소속에 속하는 야생 동물의 일종이다. 4종의 아종 중 2종은 현재 이베리아반도에서 발견되지만 2종은 멸종된 상태이다. 아종 포르투갈아이벡스(Capra pyrenaica lusitanica)는 1892년에 멸종했으며 피레네아이벡스(Capra pyrenaica pyrenaica)는 2000년에 멸종했다.